# Ferroviário Atlético Clube (Fortaleza)
Il Ferroviário Atlético Clube, meglio noto come Ferroviário, è una società calcistica brasiliana con sede nella città di Fortaleza.

## Storia
Il club è stato fondato dalla fusione di due squadre amatoriali, chiamate "Matapasto" e "Jurubeba", e dopo che la RVC (Rede de Viação Cearense), una compagnia ferroviaria, voleva avere una squadra che giocasse nel Campionato Cearense. Il 9 maggio 1933 il club fu fondato come Ferroviário Foot-Ball Club. Il club cambiò nome in Ferroviário Atlético Clube alcuni anni più tardi.
Nel 1979, 1980, 1981, 1982, 1983 e nel 1984, il club ha partecipato al Campeonato Brasileiro Série A.

## Palmarès

### Competizioni nazionali
- Campeonato Brasileiro Série D: 2

2018, 2023

### Competizioni statali
- Campionato Cearense: 9

1945, 1950, 1952, 1968, 1970, 1979, 1988, 1994, 1995
- Copa Fares Lopes: 3

2018, 2020, 2024

### Altri piazzamenti
- Campionato Cearense:

Secondo posto: 1940, 1942, 1946, 1947, 1951, 1953, 1955, 1960, 1963, 1967, 1980, 1981, 1982, 1983, 1989, 1996, 1998, 2004, 2017
Semifinalista: 2024, 2025